# PAISA airlines
PAISA Airlines (Panameña de Aviación Internacional, Sociedad Anónima) conocida como PAISA, fue una aerolínea que existió entre 1967 y 1969 con sede en el Aeropuerto Internacional de Tocumen. Fue fundada por empresarios panameños con la ayuda de VIASA y con el apoyo de KLM Royal Dutch Airlines.  

## Historia
VIASA fundó junto a un grupo de panameños una aerolínea que se constituyó como una filial de la venezolana VIASA con el apoyo de KLM, la cual se denominó Panameña de Aviación Internacional, S.A. (PAISA) y quedó conformada su Junta Directiva con un Presidente a cargo de José Agustín Arango Jr.; un vicepresidente a cargo de Rogelio Samuel Boyd Jr.; un Tesorero a cargo de, Alejandro De La Guardia Jr.; un Sub-Tesorero a cargo de Ramón Navarro Diez; y un Secretario a cargo de Víctor Manuel Tejeira Jr. Todo ello tenía como objetivo junto con KLM, la función de explotar los derechos de tráfico recíprocos a disposición de las líneas aéreas panameñas.
Las operaciones comenzaron el 3 de mayo de 1967, contando con dos aviones McDonnell-Douglas DC-9 arrendados por VIASA a la venezolana Avensa y sub-arrendados a PAISA. VIASA se encargó del servicio técnico de la flota de PAISA.
PAISA volaba dos veces por semana desde San José (Costa Rica) a través de la Ciudad de Panamá y de allí a Barranquilla (Colombia), siguiendo a Maracaibo y finalmente Caracas en Venezuela. Del mismo modo, comenzó a volar a Trinidad y Tobago y Barbados, también firmó un acuerdo de pool con BOAC para la ruta Caracas-Antigua y Barbuda-Londres. PAISA tenía su sede social ubicada en la Calle Aquilino de la Guardia N.º 8, Edificio Igra, en Ciudad de Panamá, Panamá.
Finalmente PAISA cesa operaciones en el año 1969.

## Flota histórica
| Aeronaves              | Total | Introducido | Retirado | Matrículas          |
| ---------------------- | ----- | ----------- | -------- | ------------------- |
| McDonnell-Douglas DC-9 | 2     | 1967        | 1969     | YV-C-AVM y YV-C-AVR |

## Antiguos destinos
Durante sus años de operaciones PAISA voló a los siguientes destinos:
| Países            | Destinos         | Aeropuertos                                         |
| ----------------- | ---------------- | --------------------------------------------------- |
| Barbados          | Bridgetown       | Aeropuerto Internacional Grantley Adams             |
| Colombia          | Barranquilla     | Aeropuerto Internacional Ernesto Cortissoz          |
| Costa Rica        | San José         | Aeropuerto Internacional Juan Santamaría            |
| Panamá            | Ciudad de Panamá | Aeropuerto Internacional de Tocumen (HUB)           |
| Trinidad y Tobago | Puerto España    | Aeropuerto Internacional de Piarco                  |
| Venezuela         | Caracas          | Aeropuerto Internacional de Maiquetía Simón Bolívar |
| Venezuela         | Maracaibo        | Aeropuerto Grano de Oro                             |